# بخش جکسون (شهرستان آلن، اوهایو)
بخش جکسون (به انگلیسی: Jackson Township) یک منطقهٔ مسکونی در ایالات متحده آمریکا است که در شهرستان آلن، اوهایو واقع شده‌است.
 بخش جکسون ۹۳٫۳ کیلومتر مربع مساحت و ۳٬۰۵۶ نفر جمعیت دارد و ۲۷۹ متر بالاتر از سطح دریا واقع شده‌است.